# Eppenberg-Wöschnau
Eppenberg-Wöschnau (toponimo tedesco) è un comune svizzero di 317 abitanti del Canton Soletta, nel distretto di Olten.